# Grong
Grong è un comune norvegese di 2 347 abitanti della contea di Trøndelag.